# Laennecia
Laennecia là một chi thực vật có hoa trong họ Cúc (Asteraceae).

## Loài
Chi Laennecia gồm các loài: